# Åka Skidor
Åka Skidor är en svensk tidning med inriktning mot skidåkning, i huvudsak alpin skidsport. Den startades vintern 1974/75 och ett nummer ges ut månadsvis från september till mars varje år/säsong. Tidningen ingår i Egmont Publishing Sverige och är hemmahörande i skidorten Åre.

## Historia och räckvidd
Åka Skidor grundades hösten 1974 av äventyrsfotografen Felix S:t Clair-Renard och Peter Broms, båda då boende i Nynäshamn. Felix S:t Clair-Renard var en pionjär inom skidfotografering, han spelade sig själv i en liten roll i Lasse Åbergs film Sällskapsresan II – Snowroller 1985.
Tidningen hette först Club de Ski och var från början ett nyhets- och produktblad som gjorde reklam för det franska skidmärket Dynastars svenska agentur. En månad efter den första publikationen vann Ingemar Stenmark sin första alpina världscup, som också blev en snabb inspiratör för tidningens målgrupp och fick den att växa. Åka Skidor är världens äldsta ännu (2025) aktiva skidtidning.
Åka Skidor hade enligt Sifo 85 000 läsare 2022, till störst del män, i snittålder 30–50 år. Läsarna bedöms vara branschens största konsumenter vad gäller skidresor och köp av skidindustrins tillhörande produkter (såsom utrustning, mode och övriga prylar) som tidningen bland annat annonserar för.

## Utmärkelser
Åka Skidor belönades med priset "Magazine of the Year" (inklusive kategorierna Specialintressen, Disign och Fotografi) 2021 i tävlingen European Publishing Award.